# 武寧王 (小惑星)
武寧王 (ぶねいおう、31095 Buneiou)は小惑星帯の小惑星である。佐藤直人が1997年に秩父市で発見した。
唐津市が広報紙やホームページで命名を呼びかけ、主に市内の子どもたちの応募の中から選んだ。
武寧王 (462年-523年)は百済の第25代王(在位：502年－523年)で、旧都漢城(ソウル特別市)を高句麗に奪われ混乱した百済を立て直した人物である。
8世紀に編纂された『日本書紀』(雄略天皇5年の条)の記述によれば、「筑紫の各羅島」(現在の佐賀県唐津市にある加唐島)で生まれたとされ、韓国の史書にはこの記述はないものの、公州市の武寧王陵で見つかった墓誌石の銘文と生誕年がほぼ一致したため、加唐島生誕説は有力だと考えられている。加唐島は、佐賀県最北端の島で、地理的にも朝鮮半島との交流が深く、武寧王生誕伝承は『日本書紀』に記載されているほか、オビヤ浦洞窟の井戸には武寧王が産湯を使ったという伝説も残っている。
なお、加唐島は「百済武寧王生誕の伝承」として、国土交通省より「島の宝100景」に選ばれている。